# Vallapalu
Vallapalu – wieś w Estonii, w prowincji Tartu, w gminie Rannu.